# میرمحمد تجدد
میرمحمد تجدد حسینی (زاده ۱۳۰۸ خورشیدی در باکو – درگذشته ۱۸ آذر ۱۳۹۰ در تهران) بازیگر سینما و تلویزیون بود.

## فعالیت هنری
او مدرک فوق دیپلم فنی و کمربند سیاه کاراته داشت. آغاز بازی در سینما از سال ۱۳۴۴ با فیلم «گل شیطان» به کارگردانی «ترنس یانگ» بود. میرمحمد تجدد در فیلم‌ها و سریال‌های بسیاری در نقشهای دوم ظاهر شده‌است. از وی دختری به نام لیلا تجدد به یادگار مانده‌است.

## درگذشت
«میرمحمد تجدد» در تاریخ دهم آذر ۱۳۹۰ به دلیل سکته مغزی در بخش آی سی یو بیمارستان پیامبران در حالت کما به سر می‌برد که نهایتاً در ۱۸ آذر همان سال، در ۸۲ سالگی درگذشت و در قطعه هنرمندان بهشت زهرای تهران به خاک سپرده شد.

## فیلم‌شناسی

### سینمایی
- قتل آنلاین (۱۳۸۴)
- جنایت (۱۳۸۲)
- شیفته (۱۳۷۹)
- لوکوموتیوران (۱۳۷۹)
- شاهرگ (۱۳۷۶)
- بالاتر از خطر (۱۳۷۵)
- نابخشوده (۱۳۷۵)
- جهنم سبز (۱۳۷۴)
- فاتح (۱۳۷۴)
- پرواز از اردوگاه (۱۳۷۲)
- از بلور خون (۱۳۷۱)
- بندر مه آلود (۱۳۷۱)
- افسانه مه پلنگ (۱۳۷۰)
- راه و بیراه (۱۳۷۰)
- گروهبان (۱۳۶۹)
- بازی تمام شد (۱۳۶۸)
- سرب (۱۳۶۷)
- تشکیلات (۱۳۶۵)
- گودال (۱۳۶۵)
- زن و زمین/(خوش غیرت) (۱۳۵۷)
- ماجراهای علاءالدین و چراغ جادو (۱۳۵۷)
- آب (۱۳۵۳)
- خشم و خون (۱۳۵۳)
- بدکاران (۱۳۵۲)
- بندری (۱۳۵۲)
- تنگنا (۱۳۵۲)
- عیالوار (۱۳۵۲)
- کیفر (فیلم ۱۳۵۲) (۱۳۵۲)
- گرگ بیزار (۱۳۵۲)
- حکیم‌باشی (۱۳۵۱)
- ساحره (۱۳۵۱)
- سر گروهبان (۱۳۵۱)
- صادق کرده (۱۳۵۱)
- آسمون بی ستاره (۱۳۵۰)
- رشید (۱۳۵۰)
- همای سعادت (۱۳۵۰)
- جوانی هم عالمی دارد (۱۳۴۹)
- رسوایی (۱۳۴۹)
- دنیای آبی (۱۳۴۸)
- دو دل و یک دلبر (۱۳۴۸)
- قیصر (۱۳۴۸)
- رودخانه وحشی (۱۳۴۷)
- سه دیوانه (۱۳۴۷)
- مرد حنجره طلایی (۱۳۴۷)
- ایمان (۱۳۴۶)
- جاده زرین سمرقند (۱۳۴۶)
- زنی به نام شراب (۱۳۴۶)
- عذاب مرگ (۱۳۴۵)
- هاشم خان (۱۳۴۵)
- یک قدم تا بهشت (۱۳۴۵)
- زبون بسته (۱۳۴۴)
- مو طلایی شهر ما (۱۳۴۴)

### مجموعه تلویزیونی
- ۱۳۸۸ - چاردیواری (سیروس مقدم)
- ۱۳۸۳/۸۴ - فرار بزرگ (محمدحسین لطیفی)
- ۱۳۸۲ - هنگامه (مجید جوانمرد)
- ۱۳۸۰/۸۱ - خواب و بیدار (مهدی فخیم‌زاده)
- ۱۳۷۸/۷۹ - این گروه پلیس (علی قوی‌تن)
- ۱۳۷۶ - همه فرزندان من (محمد دستگردی)
- ۱۳۶۹ - کالی (حسن کاربخش)
- ۱۳۶۸ - خیالاتی (مجید بهشتی)
- ۱۳۶۶ - سال‌های بدون خانه (محمد دستگردی)